# 付加価値税還付
付加価値税還付（ふかかちぜいかんぷ、VAT還付）とは、外国で支払われた現地の付加価値税（VAT：日本の消費税にあたる）を所定の手続きを行い、外国税務当局から払い戻し（還付）してもらう手続きのこと。VATリファンドとも言う。一定のVAT金額が無い場合、還付申請を行うことは出来ない。また、実際の還付申請手続きには、言語的な問題や現地税法の理解が必要なので、付加価値税還付業者を利用することも出来る。
なお、外国人観光客に対する付加価値税還付制度については、免税店の記事を参照のこと。

## 付加価値税還付の要件
欧州連合（EU）での日本企業に対するVAT還付の場合の条件は以下の通り。
- 日本企業によるEU加盟国の現地企業へのVAT支払い。
- 還付対象EU加盟国は日本との付加価値税の還付に関する互恵主義を締結を有する。
- VATが記載されたインボイスの原本を有する。
- 当該日本企業は当該EU加盟国にて課税取引を行っていない。

## VATの還付対象となる費用
- 見本市・展示会の入場料
- 出張者のホテル代
- レストラン・ケータリング代
- 現地交通費
- 駐在員事務所の各種経費
- レンタカー

## 還付申請時期
VAT還付申請は、翌年6月までに申請する必要がある。

## 還付申請に必要な書類
- VATが課税されている請求書・インボイスまたは領収証原本
- 還付申請書

## 国内の付加価値税還付業者
- オプティ
- GVS
- 上田コテサ会計事務所
- メリディアン